# بوند ۸۷۵
بوند ۸۷۵ (Bond ۸۷۵) خودرویی است که در سال‌های ۱۹۶۵ تا ۱۹۷۰۳۴۳۱ made در بریتانیا تولید شده‌است. است.
موتور آن ۸۷۵ سی‌سی سیستم جعبه‌دندهٔ آن ۴ دنده به صورت دستی است.